# Aloysius Pendergast
Aloysius X. L. Pendergast es un personaje de ficción que aparece en las novelas de Douglas Preston y Lincoln Child.
En las novelas, Pendergast es un agente especial de la Oficina Federal de Investigación de los Estados Unidos (Federal Bureau of Investigation o FBI). Trabaja en la rama de Nueva Orleans, Luisiana, del FBI, pero viaja frecuentemente fuera del estado para investigar casos que le interesan, especialmente aquellos que parecen ser obra de asesinos en serie.

## Biografía
Nombre Completo: A. X. L. Pendergast (Aloysius Xavier Lilius Pendergast)
Ocupación: Agente Especial del FBI. Parece ser, según él mismo, que un contacto del FBI le filtra los casos más “interesantes”.
Fecha de Nacimiento: Hacia 1960, aunque puede que fuera entre 5 y 10 años antes, dada la información recogida por Vincent D´Agosta en El Ídolo Perdido, según la cual, Pendergast combatió en Vietnam (guerra finalizada en 1975) y Camboya (cuyo final está en 1980). D´Agosta duda de la veracidad de la información y admite que tan sólo son rumores, pero de todos modos, sí que es cierto que perteneció a las Fuerzas Especiales.
Lugar de Nacimiento: Nueva Orleans, Luisiana.
Nacionalidad: Estadounidense.
Origen: Es el hijo mayor y último heredero de una acomodada familia del sur de los Estados Unidos. La Familia Pendergast tiene orígenes franceses y criollos. Oficialmente, la riqueza de los Pendergast viene de la fabricación y venta de productos farmacéuticos, sin embargo, hay indicios de que la fortuna procede de la venta de una popular medicina llamada “Elixir y reforzante glandular de Hezekiah”, que produjo a largo plazo lesiones permanentes e incluso la muerte de algunos de sus pacientes. Con el tiempo, a finales del siglo XIX, comenzaron a comportarse como aristócratas adinerados.

## Formación y características
Estudió Antropología en la Universidad de Harvard, graduándose summa cum laude; Doble doctorado Filosofía Clásica y Filosofía Contemporánea en Oxford, Inglaterra; Sabemos que sirvió en las Fuerzas Especiales de los EE.UU y que combatió, aunque desconocemos dónde (rumores poco fiables le sitúan en Vietnam, donde fue capturado y escapó a través de la jungla, y en Camboya, aquí fue el último superviviente de un campo de exterminio); Pasó un año en el Tíbet, estudiando el arte de la meditación profunda Chongg Ran, que le enseñaron los monjes del monasterio Gsalrig Chongg (Pendergast crea su propio método fusionándolo con “El Palacio de la Memoria”); Experto en artes marciales, probablemente domina el Kempo y es un verdadero maestro del Kárate Shotokan; Es un consumado maestro del disfraz, de la infiltración y del escapismo, suponemos que debido a su formación familiar como mago-ilusionista; Pendergast habla perfectamente inglés, francés, italiano, dialecto criollo, latín, griego y cantonés, pero también tiene conocimientos limitados de castellano, alemán y mandarín.
Disfruta con la alta gastronomía y los vinos exquisitos. Detesta la ópera. Siempre viste de negro salvo cuando se disfraza. Tiene unos oídos extraordinariamente sensibles, la piel palidísima y el pelo tan rubio que parece albino. Desprecia a los burócratas. Es enormemente reservado y a menudo puede ser frío y cortante, pero también es profundamente leal aunque le cueste mucho exteriorizar sus sentimientos. Se incomoda extraordinariamente con el contacto físico de otras personas.

## Posesiones
Tiene un Rolls-Royce Silver Wraith de 1959, sus trajes, carísimos, los encarga a medida en Italia y sus zapatos también se hacen a mano, en Londres, en la tienda de John Lobb. Aparte de su mansión-vivienda familiar de 1821 en Nueva Orleans, tiene una plantación llamada “Penumbra” situada en St. Charles Parish, Luisiana. Dispone también de un lujoso apartamento en el edificio Dakota, ubicado en el número 1 de la calle 72 al oeste de Central Park en Nueva York, y una renovada mansión, estilo Beaux Arts cerca de Harlem, en el 891 de Riverside Drive, que contiene, por añadidura, el mejor gabinete de curiosidades del mundo. Su arma preferida es una pistola calibre .45 “Les Baer Government” modelo M1911, modificada a su gusto con mira nocturna de tritio y puntero láser, aunque también utiliza una Colt .45. Por último, y sin ser supersticioso, Pendergast lleva una especie de amuleto en forma de cadena de oro, consistente en su propia versión modificada del escudo de la familia Pendergast: un ojo sin párpados más dos lunas, una nueva y una llena, con un fénix (la versión original de su familia tiene un león).

## Crónicas
El agente especial Aloysius Pendergast aparece en cinco novelas independientes además de protagonizar su propia trilogía. A pesar de que están pensadas para ser novelas independientes, están conectadas por menciones a libros, personajes y eventos anteriores. Todos estos libros fueron escritos conjuntamente por Douglas Preston y Lincoln Child.
- El Ídolo Perdido (1995) (La primera aparición de Pendergast) — Pendergast investiga una serie de extraños asesinatos y rumores de una bestia asesina en el Museo de Historia Natural de Nueva York. Aparecen también Margo Green, el reportero Bill Smithback y Vincent D'Agosta.

- El relicario (1997) — Pendergast vuelve a Nueva York cuando comienza una nueva serie de asesinatos muy parecidos a los del caso de la bestia del museo. Una vez más trabaja en grupo con Margo Green, el Dr. Frock, William Smithback Jr. y Vincent D'Agosta (todos los cuales aparecieron en el libro anterior) e introduce el personaje de Laura Hayward.

- Los asesinatos de Manhattan (2002) — Pendergast es arrastrado a un osario del siglo XIX, desenterrado en un solar en obras de Nueva York, y se encuentra investigando una serie de asesinatos imitados entre sí. Esta vez se le unen William Smithback Jr. y la Dra. Nora Kelly.

- Naturaleza Muerta (2003) — Pendergast viaja al Kansas occidental, al pueblo agrícola casi abandonado Medicine Creek, para investigar una serie de brutales asesinatos rituales. Trabaja con la adolescente rebelde Corrie Swanson para resolver el caso.

- La mano del diablo (2004) (1) — El agente Pendergast y Vincent D'Agosta se reúnen una vez más para investigar unos asesinatos brutales de origen aparentemente sobrenatural. Su investigación les lleva desde la Nueva York de la alta sociedad a la vieja Italia y al oscuro corazón de una conspiración de la Antigüedad de una era. El reportero Bryce Harriman, némesis de Bill Smithback, mencionado con frecuencia en libros anteriores, junto con Vincent D'Agosta y Laura Hayward, hacen reaparición. En este libro se le presenta al lector el hermano de Pendergast, Diógenes, de quien D'Agosta tiene la primera visión.

- La danza de la muerte (2005) (2) — Aloysius Pendergast se enfrenta a Diogenes en un intento de detener a su diabólico hermano antes de que lleve a cabo el crimen perfecto. Todos los antiguos compañeros de Pendergast se encuentran en peligro y los viejos amigos se juntan en la carrera para evitar un desastre casi seguro. La novela contiene un reparto de estrellas para los fanes de Preston-Child e incluye cameos de todos sus libros, incluso yendo tan lejos como para incluir personajes de las novelas que no incluyen a Pendergast.

- El libro de los muertos (2006) (3) — El último libro de la Trilogía de Diógenes. El libro de los muertos lo toma directamente donde lo deja el final de La danza de la muerte, con Diogenes Pendergast continuando con su trabajo hacia la conclusión de su crimen maestro. La mayoría de la acción se centra alrededor de la apertura de la (¿maldita?) Tumba de Senef en el Museo de Historia Natural de Nueva York, cerrada hace mucho tiempo. Los perseguidores se convierten en los perseguidos y la novela evoluciona hacia una conclusión verdaderamente emocionante.

- El círculo Oscuro (2007) — Pendergast y su protegida Constance Greene se encuentran a bordo del Britannia, siguiendo la pista de un mítico artefacto robado de su santuario sagrado en el Tíbet. Pronto comienzan los sucesos extraños y aparecen cadáveres. Mientras tanto, el artefacto parece doblegar voluntades y extender sus tentáculos de dolor y locura... Incluso Pendergast parece incapaz de resistir la seducción del mal.

- La danza del cementerio (2009) -El inefable detective Pendergast vuelve a Nueva York, esta vez tras los pasos de una secta que practica rituales vudú… Un periodista muere acuchillado en su piso (ni más ni menos que William Smithback Jr., que se ha casado hace un año con Nora Kelly, la cual también resulta herida), pero las cámaras de seguridad del edificio han registrado al asesino: se trata de un vecino ¡que había muerto 10 días antes! El detective Pendergast está desconcertado, el teniente Vincent D'Agosta también, los asesinatos perpetrados por «muertos» se suceden y todas las pistas conducen a una sociedad secreta que vive aislada al norte de Manhattan. Pendergast tendrá que recurrir a su antiguo tutor, monsieur Berin, experto en vudú y en religiones africanas. Una carrera contrarreloj de Pendergast y D'Agosta para salvar a Nora Kelly, secuestrada, y desentramar todos los asesinatos. También aparece la (ahora) capitana Laura Hayward.

- Pantano de Sangre (2010) Durante doce años Pendergast ha creído que la muerte de su esposa Helen, atacada por un león de melena roja en Zambia, no fue más que un trágico accidente. Por casualidad vuelve a examinar el rifle que llevaba Helen aquel día fatídico y descubre que alguien había sustituido las balas por munición de fogueo. Pendergast presiona a su amigo y aliado en el departamento de policía de Nueva York, el teniente Vincent D'Agosta, para que colabore con él en la investigación de un caso que les llevará a viajar a África y al sur de EE. UU., en el que también se embarcará Laura Hayward. Además, Constance Green volverá de su retiro en el Tíbet para alertar a Pendergast de una dolorosa traición.

- Sangre Fría (2012) Después de averiguar que la muerte de su esposa Helen no fue un accidente, el agente especial del FBI Aloysius Pendergast tiene una sola meta en la vida: la venganza. Implacable, persigue a los que lo traicionaron por las marismas de Luisiana, las calles de Nueva York y hasta los páramos desolados de Escocia. Sin embargo, lo que descubre solo le enturbia su visión de lo sucedido: Helen podría haber sido partícipe de su propio asesinato..Las capas del embrollo son múltiples y esconden un complot cuyo origen se encuentra generaciones atrás y que parece ser más monstruoso de lo que jamás pudiera haber imaginado. Pendergast percibe que todo lo que creía y todo lo que entendía podría basarse en una mentira horrenda..SANGRE FRÍA.Nada es lo que parece.
- "Extracción" (2012) Aunque haya sido escrito en esta fecha se supone que su historia es antes del primer libro "the relic"

- Dos tumbas (2013) Judson Esterhazy acompaña a su hermana Helen al punto exacto de Central Park donde se va a reencontrar con su marido, el agente del FBI Aloysius X. L. Pendergast. pero tras el feliz encuentro se produce un caótico tiroteo y secuestran a Helen. Mientras Pendergast busca a su esposa, el detective D´Agosta se enfrenta a un asesino en serie que escoge a sus víctimas en hoteles de lujo. trabaja de forma limpia y rápida, y extrae post mortem los órganos del cadáver, incluido el cerebro. tras suplicar D´Agosta a Pendergast que la ayude, las pistas les llevan a una sorprendente conclusión: el criminal tiene una relación consanguínea con Pendergast, pero también con su mujer, Helen.

- Fuego Blanco (2014) Corrie Swanson ha encontrado el tema para su tesis de criminología: en el pueblo de Roaring Fork se han exhumado los cuerpos de unos mineros que, un siglo y medio atrás, fueron devorados por un oso. No obstante, en cuanto tiene acceso a los restos humanos, la impetuosa joven comienza a dudar de la versión oficial, y lo que en un principio eran facilidades para la investigación se convierten en obstáculos insalvables...tal vez porque nadie en Roaring Fork está dispuesto a que una intrusa perturbe la calma de lo que ahora es una exclusiva estación de esquí. Corrie, sin embargo, cuenta con un aliado excepcional: su tutor, el agente del FBI Aloysius Pendergast...
- "Extracción" (2012) libro antecesor del ídolo perdido donde A los nueve años, Aloysius Pendergast ya se consideraba prácticamente un adulto y superior en todos los aspectos a su hermano Diógenes, de seis. Los hermanos se encuentran en la gran casa familiar de Nueva Orleans bajo la custodia de su tío Everett.

Cuando a los niños del barrio se les cae un diente, deben entregárselo a un viejo siniestro que habita en una mansión destartalada en una noche de luna llena. Si no lo hacen, las consecuencias pueden ser terribles, ya que el anciano les buscará para exigir su pago.
Aloysius, sin embargo, considera esta creencia infantil y risible, y decide demostrárselo a Diógenes y desafiarlos a todos. No obstante, el hermano mayor descubrirá que hay otro mundo donde la lógica y la razón pierden su fuerza, y rigen leyes totalmente diferentes.
- "El laberinto Azul"* (2015) A las nueve y veinte De la nocHe llaman al timbre de la residencia neoyorquina del agente especial Aloysius Pendergast y la fiel Constance Greene acude a abrir. En el umbral aparece Alban, el hijo de Pendergast, cuyo cuerpo atado con cuerdas gruesas cae estrepitosamente al suelo. Está muerto. Su padre sale a la calle y persigue sin éxito a un sospechoso coche negro. Un informe dictaminará más tarde que el cadáver no presentaba signos de violencia, ni restos de alcohol o drogas. A Alban le partieron el cuello en un crimen planeado al detalle e impecablemente ejecutado, obra de profesionales. Al día siguiente el teniente Peter Angler, encargado del caso, habla con el padre de la víctima y su actitud lo desconcierta. Pendergast lo informa de que apenas tenía relación con su hijo, se declara incapaz de especular sobre las causas del crimen y aparentemente no tiene interés en cooperar con la investigación policial. Pero, en cuanto llega a casa, Pendergast accede a la base de datos de homicidios no resueltos y localiza los resultados de ADN del llamado asesino del Hotel, cuya brutalidad mantuvo en vilo a Manhattan hace año y medio. Solo tiene una pista: la gema encontrada en el estómago de la víctima.

- Costa maldita (2017). En la 15 entrega de la serie protagonizada por el agente especial Pendergast, una terrible amenaza acecha bajo la aparente tranquilidad de una población costera cercana a Salem. El agente especial Pendergast acepta una investigación privada en Exmouth, localidad costera cercana a Salem. Tiene que resolver el robo de una valiosa colección de vinos propiedad del escultor Percival Lake y de su compañera Carole. Para ello viaja al lugar de los hechos acompañado de su ayudante Constance Greene. En la pared de la bodega de la casa, antigua residencia del farero, descubre un nicho con restos humanos muy antiguos. Lake comenta en ese momento que la proximidad de Salem, mas la numerosa población de mosquitos chupasangre en las marismas que rodean Exmouth, han provocado gran cantidad de leyendas y rumores referidos al pueblo. Entonces el cuerpo de una persona asesinada aparece en las marismas. La única pista es una serie de esculturas misteriosas. ¿Podrían tener estos símbolos demoniacos alguna relación con la colonia de brujas que vivían en las inmediaciones hace tiempo? Puede que Constance sea la única que de verdad comprenda el peligro que tanto ella como Pendergast y los habitantes de Exmouth están a punto de afrontar.
- La cámara de obsidiana (2018). 16 entrega. Una trágica desaparición. Tras un horrible enfrentamiento en las costas de Exmouth, Massachusetts, el agente especial Pendergast desaparece sin dejar rastro y los rumores de su muerte no tardan en extenderse. Un sorprendente retorno. Destrozada, Constance busca refugio en los antiguos aposentos de la mansión familiar, el número 891 de Riverside Drive, donde una oscura figura del pasado aguarda para capturarla. Una persecución internacional.Proctor, el guardaespaldas de Pendergast, se pone en marcha sin dilación siguiendo la pista al secuestrador de Constance a través de océanos y continentes, adentrándose en territorios desconocidos y hostiles con tal de salvarla. Pero en un mundo en el que todo es blanco o negro nada es lo que parece. Para cuando Proctor descubre la verdad se ha puesto en marcha una maquinaria aterradora. Pero puede que sea demasiado tarde...
- La ciudad que no descansa (2019). 17 entrega. Cuando Grace Ozmian, la bella pero temeraria hija de un millonario, desaparece, la policía asume que la chica se ha dejado llevar de nuevo por sus ansias de aventura. Hasta que encuentran en un almacén su cadáver decapitado. Vincent D'Agosta lidera la investigación junto con el agente especial Pendergast, pero ninguno de ellos está preparado para lo que les espera: un ser diabólico está aterrorizando el área metropolitana de Nueva York y Grace ha sido su primera víctima. Antes de que el pánico se extienda, Pendergast tendrá que hacer acopio de sus habilidades para desenmascarar al enemigo de la ciudad que no descansa y vivir para contarlo.
- Versos para un muerto (2021). 18 entrega.  Tras los últimos cambios en la oficina del FBI en Nueva York, Pendergast se ve obligado a aceptar una condición inconcebible para conservar su empleo: el ferozmente independiente agente especial deberá ahora trabajar con un compañero. Pendergast y su nuevo colega, el agente Coldmoon, son destinados a Miami Beach, donde una serie de homicidios cometidos por un sanguinario psicópata presenta un desconcertante modus operandi: el asesino les arranca el corazón a sus víctimas y lo abandona -junto con unas misteriosas cartas manuscritas- sobre distintas lápidas de cementerios locales. Las tumbas están conectadas solo por una extraña circunstancia: todas pertenecen a mujeres que se suicidaron. Sin embargo, la aparente falta de relación entre los antiguos suicidios y los nuevos asesinatos pronto es la menor de las preocupaciones de Pendergast. Porque, a medida que profundiza, el agente descubre que los crímenes pueden ser la punta del iceberg... y que se encuentra frente a una conspiración letal cuyos orígenes se remontan a décadas atrás.
- Río Maldito (2022). 19 entrega. En una carrera contrarreloj para descubrir el misterio de varios pies encontrados flotando en el Golfo de México, el agente Pendergast se enfrenta al más inexplicable desafío de su carrera. Pendergast es obligado a interrumpir a regañadientes sus vacaciones y accede a visitar la escena del crimen y se ve rápidamente atrapado en el misterio. Pronto, Pendergast se percata de que se enfrenta a un desafío aún más complejo y sorprendente de lo que podría haber imaginado y a un poderoso enemigo con un sádico plan.

## Personajes

### Amigos
- El teniente Vincent D'Agosta — El mejor amigo y aliado de Pendergast, pertenece al Departamento de Policía de Nueva York, aunque en una ocasión ha servido en el cuerpo policial de Southampton con rango de sargento.
- Constance Greene — La pupila de Pendergast.
- Proctor — El chófer y mayordomo personal de Pendergast.
- "Wren" — Restaurador de libros en la Biblioteca Pública de Nueva York.
- "Mime" — Un inválido de filiación desconocida; experto en la obtención de todo tipo de información. También aparece como "Mimo" en "Nivel 5".
- Dra. Nora Kelly — Conservadora del Museo de Historia Natural de Nueva York, también aparece en "La ciudad Sagrada" como arqueóloga y líder de una expedición en Utah.
- William "Bill" Smithback, Jr. † — Fue periodista y trabajó en el New York Times (anteriormente en el New York Post). Interviene en "La reliquia", "Relicario", "Los asesinatos de Manhattan" y junto a la Dra Nora Kelly en "La ciudad sagrada".
- La capitana Laura Hayward — Pertenece al Departamento de Policía de Nueva York y colabora en varios casos. Es la capitana de homicidios más joven de toda la policía de Nueva York. Ayuda a Pendergast en su investigación en "Pantano de sangre".
- Dra. Margo Green — Conservadora del Museo de Historia Natural de Nueva York.
- Dra. Viola Maskelene — Es egiptóloga y filóloga; además existe cierta atracción entre ella y el agente Pendergast.
- Corrie Swanson — Una joven rebelde de 18 años que residía en Medicine Creek, actualmente estudia en la Academia Phillips Exeter. Ha sido la ayudante de Pendergast en el caso correspondiente a la novela Naturaleza Muerta.
- Eli Glinn — presidente de Effective Engineering Solutions y experto en perfiles psicológicos. Es el único con quien Pendergast ha hablado sobre el trágico acontecimiento entre él y su hermano, Diógenes. Es un personaje de la novela Más allá del hielo. además es parte de la saga de Gideon Creww (Venganza, El Cadáver , La Isla Escondida, La Llave del Faraón ).
- Dr. Whitney Cadwalader Frock † — Eminente científico y tutor de Margo Green. Parapléjico a causa de una poliomielitis. Interviene en The Relic y en El Relicario.
- Sargento Patrick O'Shaugnessy † — Policía irlandés de Nueva York que ayuda a Pendergast en Los Asesinatos de Manhattan
- Agente Coldmoon. Ayudante en Versos para un muerto.

### Familia
- Diógenes Dagrepont Bernoulli Pendergast — El hermano menor de Pendergast. Es inteligente, frío, calculador y se vuelve un criminal por cierto acontecimiento que ocurrió entre él y su hermano. Una característica bastante peculiar de este personaje es el color de sus ojos, uno marrón y otro azul blanquecino.
- Linnaeus Pendergast — El padre de Pendergast, murió en un incendio.
- Isabella Pendergast — La madre de Pendergast, murió junto a su marido en el incendio.
- Cornelia Delamere Pendergast — Tía abuela de Pendergast. Envenenó a su marido, hijos y hermano. Hasta su muerte reside en el Hospital Mount Mercy para delincuentes psicóticos.
- Ambergris Pendergast — El hermano de Cornelia y envenenado por ella. Tío abuelo de Pendergast.
- Antoine Leng Pendergast (Enoch Leng) — El tío tatarabuelo de Pendergast. Residió en la zona norte de Nueva York (Harlem) después de haber sido expulsado de la mansión de la familia Pendergast. Era taxónomo y químico, además de ser miembro del Lyceum a finales del siglo XIX.
- Hezekiah Pendergast — El padre de Antoine Leng Pendergast. Era un vendedor ambulante que ha contribuido en gran medida a la fortuna familiar por la venta de una medicina denominada como el "Elixir y reforzante glandular de Hezekiah", el cual estaba compuesto por una mezcla letal de cloroformo, hidrocloruro de cocaína, acetanilida y alcaloides botánicos. Por lo que es causa de incontables muertes y adicción al mismo, incluyendo la muerte de su propia esposa, Constance Leng Pendergast.
- Comstock Pendergast — Famoso mesmerista, mago y mentor de Harry Houdini. Asesinó a su socio y a su familia, a continuación, se suicidó haciéndose dos cortes en el cuello.
- Helen Esterhazy Pendergast — Esposa de Pendergast, era una excelente tiradora. Presuntamente muerta por el ataque de un legendario león de melena roja en África.
- Judson Esterhazy — Cuñado de Pendergast, médico de renombre y cazador experimentado.
- Tristam Pendergast - Hijo de Pendergast, criado como banco de órganos para su hermano Alban en Nova Godoi
- Alban Pendergast - Gemelo idéntico a Tristam, criado por los nazis en Nova Godoi para convertirlo en la perfección de sus trabajos. Es un asesino psicópata experto en diversos campos y cuenta con habilidades especiales que le permiten predecir los acontecimientos.